# Charles Baudin

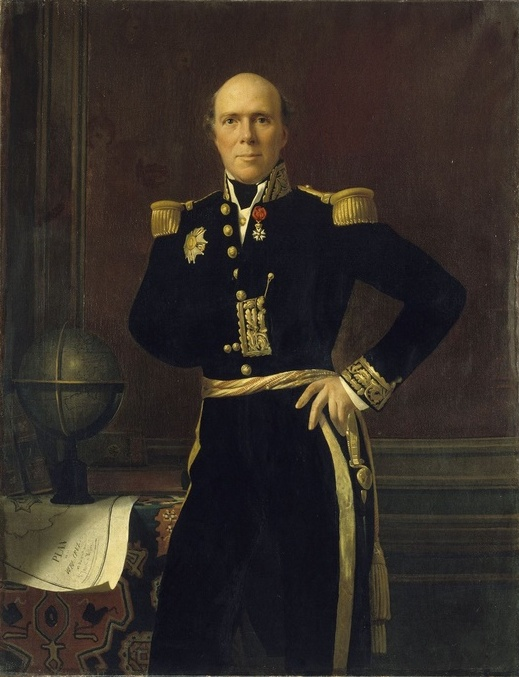
Charles Baudin

Charles Baudin (* 21. Juli 1784 in Paris, Frankreich; † 7. Juni 1854 ebenda) war ein französischer Admiral.

## Leben
Baudin gehörte einer lothringischen Familie von Magistraten an, die sich unter Ludwig XIV. in Sedan niedergelassen hatten. Sein Vater Pierre Charles Louis Baudin war seit 1789 Bürgermeister von Sedan und wurde 1791 zum Mitglied der gesetzgebenden Versammlung für das Departement Ardennen gewählt. Baudin begann seine Ausbildung am College von Sedan und setzte sie in Paris fort, bis 1799 sein Vater plötzlich starb. Nachdem Baudin die Kadettenprüfung zweiter Klasse mit Auszeichnung bestanden hatte, erhielt er die Erlaubnis, unter dem Kommando des Kapitäns Nicolas Baudin, der nicht näher mit ihm verwandt war, eine Expedition in den Indischen Ozean und die südlichen Länder Neuhollands zu unternehmen. 1803 kehrte er nach Lorient zurück, nachdem Nicolas Baudin verstorben war und wurde zum Fähnrich ernannt. Baudin erhielt 1805 in Brest das Kommando über ein Kanonenboot. Er diente auf der Piémontaise und kam am 20. November 1808 auf die zum Handelsschiff umgewandelte Fregatte Sémillante, die eine wertvolle Fracht nach Bordeaux bringen sollte. Da mehrere feindliche Schiffe an den Küsten Frankreichs patrouillierten, mussten sie nach Norden abdrehen, denn weder der Hafen von Lorient noch die Gironde waren erreichbar. In den Kampfhandlungen gegen die Royal Navy wurde Baudin kurz darauf durch eine Kanonenkugel verletzt und verlor einen Arm. Er wurde 1809 zum Leutnant befördert und zum Ritter der Ehrenlegion ernannt.
1812 erhielt er als Schiffsleutnant und Befehlshaber der Brigg Rénard vor Genua den Befehl, 14 mit Munition beladene Schiffe bis nach Toulon zu begleiten. Von britischen Kreuzern verfolgt, konnte er sein Geschwader bis nach Saint-Tropez bringen. Hierauf wurde er zum Kapitän befördert. Er stand unter anderem bereit, seinen geschlagenen Kaiser Napoleon Bonaparte nach der Schlacht bei Waterloo durch die britischen Kreuzer zu führen, doch konnte sich Napoléon nicht dazu entschließen.
Nach der Restauration wurde Baudin in den Ruhestand versetzt und schloss sich 1816 der Handelsmarine an, nahm jedoch unter der Juliregierung wieder militärische Dienste an. 1838 wurde er Konteradmiral und wurde gemeinsam mit François d’Orléans, prince de Joinville mit einer Flotte an die Küste Mexikos entsandte. Bei diesen Gefechten eröffnete er am 27. November 1838 das Feuer gegen San Juan de Ulúa, das Fort von Vera Cruz. Durch die Gefechte konnten die Festung und der Hafen von Vera Cruz eingenommen werden. Im Januar 1839 wurde Baudin zum Vizeadmiral ernannt und am 1. März 1839 war er als französischer Befehlshaber des Blockadegeschwaders an den Verhandlungen mit den mexikanischen Bevollmächtigten Don Manuel Eduardo de Gorostiza, Minister für auswärtigen Angelegenheiten und Don Guadalupe Victoria dem General der Division über einen Friedensvertrag. Dieser wurde von Mexiko am 21. März 1839 und von Frankreich am 6. Juli 1839 ratifiziert.
Im Jahr darauf vertraute man ihm eine militärische und diplomatische Mission nach Buenos Aires an. Auch erhielt er den Oberbefehl über die Flotte in den Meeren von Südamerika. 1841 übernahm er das Marineministerium, zog sich aber bald zurück und wurde Seepräfekt in Toulon.
Nach der Februarrevolution wurde er 1848 Oberbefehlshaber über die Mittelmeer-Flotte Frankreichs. Er nahm in dieser Stellung am Kampf der Lazzaroni und von Truppen gegen Neapel teil und zog dann nach Sizilien, wo er gegen die Gewalttätigkeit Carlo Filangieris vorging.
Er kehrte 1850 nach Paris zurück, wo er die letzten vier Jahre seines Lebens verbrachte. Am 27. Mai 1854 ließ Kaiser Napoleon III. Baudin auf dem Krankenbett den Admiralsstab überreichen, kurz darauf verstarb er.

## Schriftstücke (Auswahl)
- Essai sur le personnel militaire de la marine française. Bachelier, Paris 1818, OCLC 456898405.
- Rapport de M. le vice-amiral Baudin à M. le ministre de la Marine. Prise de la forteresse d’Ulua … (9 décembre 1838.). Impr. de Chassaignon, Paris, OCLC 456898402.
- Charles Baudin, Luis Gonzaga Cuevas: Documentos relativos a las conferencias en Jalapa. J. M. Lara, Mexico 1838 (books.google.com).